# Паника на Оксфорд-сёркус
Паника на Оксфорд-сёркус, или паника на Оксфорд-стрит, — давка на станции лондонского метрополитена Оксфорд-сёркус и прилегающих к ней улицах, произошедшая примерно в 16:38 по GMT 24 ноября 2017 года, в результате которой пострадали 16 человек. Инцидент начался с ложных сообщений о выстрелах после драки между двумя мужчинами на Центральной линии Оксфорд-сёркус. Паника совпала с распродажами в Чёрную пятницу и сезоном рождественских покупок, и улицы Оксфорд-стрит и Риджент-стрит были полны покупателей. Многие магазины забаррикадировали свои двери, а полиция предупредила находящихся на Оксфорд-стрит, чтобы те немедленно попытались укрыться. В результате паники несколько человек получили травмы, причём 9 из них были госпитализированы. К 18:05 по GMT полиция сообщила о том, что тревога оказалась ложной.

## Предпосылки
В 2017 году в Лондоне было несколько террористических атак, в том числе тараны автомобилей на Вестминстерском мосту в марте и Лондонском мосту в июне, а также попытка взрыва поезда в сентябре. Уровень террористической угрозы оценивался как «Severe» (с англ. — «Тяжёлый»), то есть очередная атака считалась весьма вероятной.
Оксфорд-стрит и Риджент-стрит — одни из наиболее оживлённых торговых улиц Великобритании, причём инцидент произошёл в один из самых загруженных торговых дней в году.
За десять дней до инцидента мойщик окон упал со здания на Оксфорд-стрит на припаркованный под ним грузовик, получив ранение. Сообщение в «Твиттер» об этой аварии с описанием грузовика, окружённого пятнами крови, позже было вырвано из контекста во время паники как свидетельство несуществовавшей атаки при помощи транспортного средства.

## Инцидент
В 16:38 по GMT произошла ссора между двумя мужчинами на платформе западной центральной линии станции Оксфорд-сёркус, причём некоторые свидетели сообщили, что слышали взрывы. Люди начали покидать станцию с выхода на пересечении Оксфорд-стрит и Риджент-стрит. Увидев эту спешку, другие люди на улице, в том числе пассажиры проезжающих автобусов, запаниковали и побежали прочь в близлежащие магазины и рестораны. В результате давки пострадали 16 человек, в том числе восемь человек, госпитализированных из-за незначительных травм, и один, получивший серьёзную травму ноги.
Служба столичной полиции и Британская транспортная полиция отправили вооружённых полицейских и закрыли станцию Оксфорд-сёркус, а также близлежащую станцию Бонд-стрит. Кроме того, Лондонская пожарная служба направила несколько пожарных машин для реагирования на инцидент. В своём твите столичная полиция приказала тем, кто находился в зданиях, оставаться внутри, а тем, кто находится на Оксфорд-стрит, — искать убежища. Полиция переходила от здания к зданию в поисках стрелков. В 18:05 по GMT полиция заявила, что нет никаких доказательств стрельбы, и отменила чрезвычайное положение, хотя дополнительные офицеры остались на месте происшествия для успокоения вовлечённых в инцидент.

### Реакция СМИ и массовая истерия
После первых сообщений о предполагаемой стрельбе в Оксфорд-сёркус новости о явном террористическом нападении быстро распространились, подпитываясь как сообщениями в средствах массовой информации, так и публикациями в социальных сетях. Считается, что эти сообщения усугубили панику и вызвали её дальнейшее распространение в районе Оксфорд-сёркус.
Поп-звезда Олли Мерс с 7,8 млн подписчиков в «Твиттер», находившийся во время инцидента в универсальном магазине Selfridges на Оксфорд-стрит, подвергся особой критике за то, что сделал твит следующего содержания: «Fuck everyone get out of Selfridges now gun shots!! I'm inside» (с англ. — «Все убирайтесь из Selfridges, там сейчас стреляют!! Я внутри»). Несмотря на то, что не было обнаружено ни единого свидетельства реальности выстрелов, спустя месяцы после инцидента Мерс продолжал утверждать об их возможности.
На сайте газеты Daily Mail была опубликована статья с заголовком «Gunshots fired» (с англ. — «Раздались выстрелы»), когда вооружённая полиция окружила станцию Оксфорд-сёркус после того, как «грузовик сбил пешеходов» (англ. lorry ploughs into pedestrians). Материал, распространенный как свидетельство террористической атаки, на самом деле был основан на твите о несвязанном несчастном случае, заключавшемся в падении человека на автомобиль 10 днями ранее. Статья была быстро удалена, и MailOnline извинилась за «ужасную ошибку» (англ. grave error).

## Последствия
Служба столичной полиции распространила записи с камер видеонаблюдения с кадрами двух человек, разыскиваемых для допроса в связи с первоначальной ссорой. На следующий день двое мужчин в возрасте 21 и 40 лет сдались в полицию. Они были освобождены без предъявления обвинений, при этом служба заявила, что больше не ищет подозреваемых.
Инцидент стал примером массовой истерии, распространения дезинформации в социальных сетях и необходимости получения чёткой информации во время серьёзных инцидентов (метод конкретных ситуаций).